# Pelastoneurus biguttatus
Pelastoneurus biguttatus är en tvåvingeart som beskrevs av Becker 1922. Pelastoneurus biguttatus ingår i släktet Pelastoneurus och familjen styltflugor.
Artens utbredningsområde är Bolivia. Inga underarter finns listade i Catalogue of Life.